# Heerlijkheid Leersum
De Heerlijkheid Leersum wordt reeds genoemd in 1350 en bestond tot 1798, het jaar waarin de heerlijke rechten gedeeltelijk werden afgeschaft en in 1848 volledig.
De bisschop van Utrecht en de heren van Abcoude bezaten er goederen en lenen en zij deelden de rechtsmacht.
In het jaar 1383 wordt Albert Quint genoemd die een rechtszitting te Leersum voorzit als schout en vertegenwoordiger van de heer van Leersum.
In de middeleeuwen had de mark Laresheim de Goyerwetering als zuidgrens. De noordgrens liep door een moerasgebied en de oost- en westgrenzen werden afgebakend door sloten ter afscheiding van de marken van Darthuizen, Maarsbergen, Woudenberg en Amerongen. In de 17de eeuw verschoof de grens naar het zuidoosten door de aansluiting bij Zuilenstein en werd de noordgrens gewijzigd door het baggeren in het veengebied en het graven van de Schoonderbekergrift. Ook de vereniging met Darthuizen betekende een uitbreiding van het gebied.
Frederik Hendrik van Oranje kocht in 1634 de heerlijkheid Leersum van de Staten van Utrecht, waarna ook het vrij onbeduidende Ginkel met het gerecht van Leersum werd verenigd. Zuilenstein, Leersum en Ginkel werden daarop een hoge heerlijkheid. In een hoge heerlijkheid is de heer tevens bevoegd tot rechtspraak in lijfstraffelijke zaken, de zogeheten hoge jurisdictie. Deze was anders in handen van een bisschoppelijke functionaris, de maarschalk.
Na 1798 bleven de schepencolleges voorlopig nog functioneren, al dan niet in combinatie met andere. Zo kwam Darthuizen bij Zuilenstein, Leersum en Ginkel; een samenvoeging die in 1802 weer ongedaan werd gemaakt. De schepengerechten werden op 1 maart 1811 afgeschaft en vervangen door gemeenten en rechtbanken per kanton en arrondissement. Een organisatie die ook in andere gebieden van het Franse keizerrijk gebruikelijk was. Leersum werd ingedeeld in het kanton Rhenen en in het arrondissement Amersfoort.

## Heren van Leersum
- Frederik Hendrik van Oranje heer van Zuylenstein, Leersum en Ginkel van 1634 tot 1640
- Frederik van Nassau-Zuylestein (1624-1672) heer van Zuylenstein, Leersum en Ginkel van 1640 tot 1672
- Hendrik van Nassau-Zuylestein (ca. 1650 – Bonn, 13 november 1673) heer van Leersum 1672-1673
- William Nassau de Zuylestein (1645-1709) heer van Zuylenstein, Leersum en Ginkel van 1673 tot 1709 en Waayestein (1672), 1e Graaf van Rochford, Burggraaf van Tunbridge, Baron van Enfield 1695-1709
- Frederik Nassau de Zuylestein (1684-1738) heer van Waayestein 1708-1738 en Zuylenstein, Leersum en Ginkel van 1710 tot 1738, 3e Graaf van Rochford 1710-1738 Hij trouwde op 3 augustus 1714 met Elisabeth Savage (1699-1746). Frederick erft als tweede zoon na de dood van zijn vader het Ridderhof Waayenstein, waardoor hij lid wordt van het Ridderschap van Utrecht.
- Willem Hendrik Nassau de Zuylestein (1717-1781) heer van Zuylenstein, Leersum en Ginkel en Waaijenstein van 1738 tot 1781, 4e Graaf van Rochford 1738-1781 Hij trouwt op 9 mei 1742 met Lucy Younge (1714-1773)
- William-Henry Nassau-Rochford (1754-1830) heer van Zuylenstein, Leersum en Ginkel van 1781-1809, 5e Graaf van Rochford 1781-1809 hij was de zoon van Richard Savage Nassau de Zuylestein en Anne Spencer die op zijn beurt weer een kleinzoon van William Nassau de Zuylestein (1645-1709) was. Hij blijft ongehuwd en kinderloos. Hij laat zijn Nederlandse bezittingen na aan zijn achterneven de Van Reedes. Dit gebeurt met overeenstemming met de testamentaire beschikking van Prins Frederik Hendrik dat Zuylenstein niet verkocht mag worden, doch moet blijven aan de nakomelingen van zijn bastaardzoon Frederik.